# Antonio Pallante
Antonio Pallante (Bagnoli Irpino, 3 agosto 1923 – Catania, 6 luglio 2022) è stato un terrorista italiano, noto per aver realizzato un attentato contro il leader comunista Palmiro Togliatti il 14 luglio 1948.

## Biografia
Figlio di un appuntato del Corpo Forestale di stanza a Randazzo, Carmine Pallante, e di Maddalena Milloro, da giovanissimo frequentò per quattro anni, dopo le elementari, il seminario di Cassano Ionio che poi abbandonò (fu espulso dopo aver dato un calcio al rettore), poi di nuovo la scuola pubblica, divenendo un membro della Gioventù Italiana del Littorio. Ebbe fin da giovane una personalità ribelle, bizzarra e con tendenza all'affabulazione e a romanzare gli eventi. Secondo quanto raccontato in età molto avanzata, a suo dire si rese responsabile di un inverosimile incidente:
All'epoca dell'attentato era uno studente di giurisprudenza. I conoscenti e i famigliari lo descrivevano come «mite e ubbidiente, però un po' nervoso, si adirava quando era contrariato anche nelle più piccole cose».
Politicamente attratto dalle idee liberali e soprattutto monarchiche, fu presidente della sezione di Randazzo del Blocco Nazionale e dell'Unione Nazionale, una formazione fuoriuscita dal Fronte dell'Uomo Qualunque, partito liberal-conservatore e populista ispirato all'antipolitica nonché corrispondente locale del giornale L'Uomo Qualunque, Pallante considerava particolarmente pericolosa per lo Stato italiano la politica filo-sovietica del Partito Comunista Italiano, del quale all'epoca Togliatti era segretario. Dalle lettere personali inviate dal carcere e nei verbali dopo l'arresto seguito all'attentato, emerse in seguito una personalità confusa e tormentata, passata dalla militanza giovanile fascista, in ambito scolastico, all'iscrizione al Partito Liberale Italiano nel 1944 (che giudicava però "troppo conservatore"), dalla temporanea vicinanza al Movimento Sociale Italiano fino alla volontà, in un breve periodo, di fare il giornalista addirittura per il quotidiano comunista l'Unità, proprio per l'area politica che avrebbe in seguito detestato di più; nella maggioranza delle lettere e interviste Pallante ribadirà il suo forte anticomunismo, sentimento maturato da liberale negli anni del dopoguerra, specialmente dopo che alcuni comunisti locali, secondo i suoi racconti, avevano preso di mira la sua famiglia, minacciando di violenza la sorella minore, all'epoca di 12 anni, e aggredendo lui e suo padre a un comizio. Nelle lettere inviate dal carcere si lamentò di essere considerato un fascista dai compaesani.

### L'attentato
Deciso (apparentemente di propria iniziativa, senza concertarsi con altri) a eliminare quello che lui considerava il pericolo rappresentato dal "Migliore" (il soprannome di Togliatti), comprò per pochi soldi (1 500 lire al mercato nero di Bronte) una vecchia pistola calibro 38 del 1908 (precisamente un revolver a tamburo con cinque colpi, di marca Hopkins & Allen, simile ad una rivoltella Smith & Wesson), in buono stato, e cinque pallottole di tipo scadente e con una possibilità di penetrazione assai limitata, prese in armeria col pretesto di utilizzarle per il tiro a segno. Proprio a tale "armamentario" inadeguato si deve probabilmente la sopravvivenza di Togliatti.
Partì dalla Sicilia per Roma, raccontando alla famiglia che andava a dare degli esami all'Università di Catania, il 10 luglio; raccontò ai magistrati di aver conosciuto in treno «per caso» tale Alfonso Caracciolo, controllato dalla polizia poiché «moralmente discusso in quanto pederasta», personaggio legato a gruppi di destra e di patrioti polacchi che avevano rapporti con i servizi segreti degli Stati Uniti.
Nella mattinata del 14 luglio 1948 (la data è la stessa della presa della Bastiglia, ma Pallante ha ribadito che si trattò di semplice coincidenza) si appostò presso una uscita secondaria della Camera dei deputati, in via della Missione, nei pressi di Montecitorio, attendendo il suo obiettivo (dopo aver cercato di avvicinarlo in molti altri modi: inizialmente, Pallante spedì a Togliatti un biglietto con la richiesta di un appuntamento, ma non ebbe risposta); poi entrò in Parlamento per vedere Togliatti di persona, avendo ottenuto tre pass d'ingresso dall'onorevole Francesco Turnaturi di Randazzo, democristiano e suo conoscente.

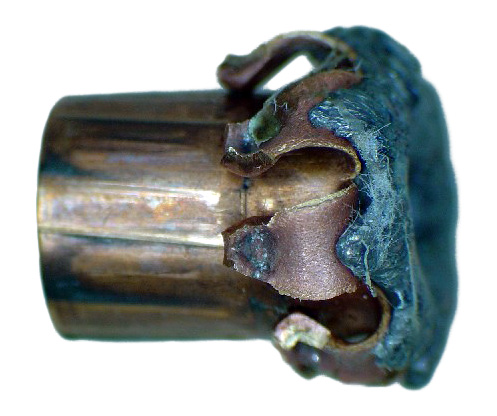
Proiettile calibro 38 deformato dall'impatto, simile a quelli usati da Pallante

Quando vide Palmiro Togliatti che stava uscendo in compagnia di Nilde Iotti, dopo una breve esitazione esplose contro di lui quattro colpi da dietro, di cui tre colpirono il bersaglio; il quarto fu sparato, secondo la Iotti, quando il leader comunista era già riverso a terra, con lei che gli faceva da scudo, e non lo colpì, mentre secondo Pallante stesso i primi due centrarono Togliatti, mentre il terzo andò a vuoto ma il quarto lo colpì alla testa mentre si stava accasciando.
(Interrogatorio di Pallante davanti al procuratore Giuseppe Aromatisi, 18 agosto)
Come risulta dalla perizia medico-balistica resa pubblica nel 2008, una delle pallottole sparate da Pallante colpì effettivamente Togliatti alla nuca (all'epoca si disse che lo aveva solo sfiorato), ma non sfondò la calotta cranica, schiacciandosi sull'apofisi occipitale e rimbalzando sul selciato, poiché non era incamiciata con l'usuale lega di rame e zinco e perché in essa non era presente antimonio, utilizzato per indurire il piombo. Tuttavia, determinanti furono anche la durezza del grilletto, inadatto per colpire a ripetizione, e l'inesperienza di Pallante, infatti se la pallottola avesse colpito la testa con pochi millimetri di differenza, dove l'osso del cranio è più sottile, sarebbe penetrato nel cervello con il rischio di frantumarsi e causare danni multipli.
Gli altri due colpi non furono letali poiché colpirono l'emitorace sinistro, scheggiando una costola del leader comunista e provocando lacerazioni nei polmoni, facilmente guaribili in un paio di mesi, come avverrà, ma non lesero organi vitali. Togliatti rischiò però di morire dissanguato nell'attesa dell'ambulanza, ma fu infine operato dal chirurgo Pietro Valdoni che estrasse i due proiettili dal corpo, e sopravvisse, forse evitando una possibile guerra civile. In seguito all'attentato vi furono disordini e morti in numerose città, con guerriglia tra comunisti, anticomunisti e forze dell'ordine. Pallante espresse dispiacere per i morti degli scontri, specie per i poliziotti rimasti uccisi nei tafferugli.
L'appello di Togliatti dal letto d'ospedale e, secondo la leggenda, la vittoria di Gino Bartali al Tour de France 1948 evitarono un'insurrezione. Gli incidenti si verificarono in diverse località fra le quali Roma, La Spezia, Abbadia San Salvatore; nel corso di violentissime manifestazioni di protesta si registrarono alcuni morti a Napoli, Genova, Livorno e Taranto. Genova reagì con forse maggiore tempestività e impegno, sia per la forte presenza comunista fra la sua popolazione, sia perché a molti non era sfuggito il ricordo sentimentale di un Togliatti genovese (anche se emigrato subito dopo la nascita in Sardegna e poi vissuto a Torino e in gran parte in Russia).
Il segretario della CGIL Giuseppe Di Vittorio proclamò lo sciopero generale. Gli operai della FIAT di Torino sequestrarono nel suo ufficio l'amministratore delegato Vittorio Valletta. Buona parte dei telefoni pubblici smise di funzionare e si bloccò la circolazione ferroviaria. Il democristiano Mario Scelba, ministro dell'interno, impartì disposizioni ai prefetti per vietare ogni forma di manifestazione, e l'intero paese sembrò sull'orlo della guerra civile. Gli accordi di Jalta e la presenza di truppe statunitensi sul territorio italiano sconsigliavano un'insurrezione armata. Nelle ore in cui si attendeva l'esito dell'intervento chirurgico, si diffusero le più diverse voci sullo stato di salute di Togliatti: circolò anche la notizia della morte del segretario comunista, e si disse che Togliatti era rimasto vittima della "reazione fascista" come Giacomo Matteotti nel 1924.

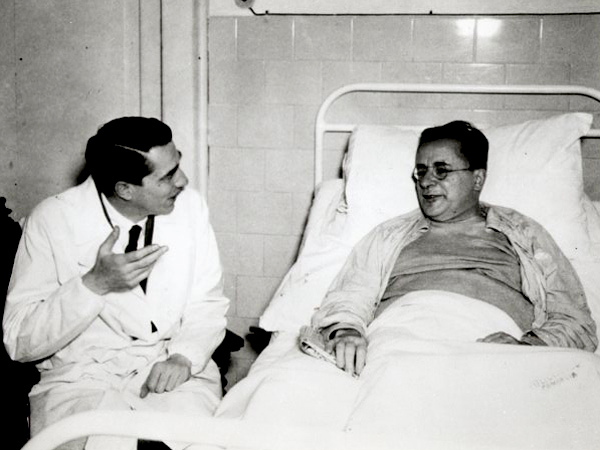
Togliatti in ospedale con il chirurgo Pietro Valdoni

Il clima politico del paese era caldissimo: soltanto due mesi prima, si era consumata la sconfitta del Fronte Democratico Popolare. Il bilancio, nella sola giornata del 14 luglio, fu di 14 morti e centinaia di feriti. Negli scontri perirono dieci manifestanti e quattro agenti di Pubblica Sicurezza. Nei due giorni successivi all'attentato, si conteranno complessivamente 16 morti e circa 600 feriti. Il Paese tornerà lentamente alla normalità. Fu proprio il segretario del Partito Comunista Italiano a imporre ai membri più importanti della direzione del PCI, Secchia e Longo, di sedare gli animi e fermare la rivolta. Secondo alcuni, se Togliatti fosse morto si sarebbe rischiata una guerra civile come quella greca, nella quale i comunisti uscirono sconfitti. La possibile insurrezione di massa dei militanti comunisti si arrestò davanti all'ordine di Togliatti di "stare calmi" e di "non fare pazzie".
Già prima dell'attentato vi erano stati toni aspri sulla stampa comunista e anticomunista. Il 10 luglio Togliatti aveva dichiarato di non voler accettare il piano Marshall di ingenti aiuti economici e alimentari provenienti dagli Stati Uniti (poiché secondo i comunisti avrebbe indebitato e asservito l'Italia agli USA) dichiarando: «Se il nostro Paese dovesse essere trascinato sulla strada che porta alla guerra, sappiamo qual è il nostro dovere. Alla guerra imperialista si risponde con la rivolta, con l’insurrezione…». Il 13 luglio, il deputato socialdemocratico Carlo Andreoni, in un editoriale del quotidiano L'Umanità aveva risposto apostrofando Togliatti come "traditore", e aveva aggiunto che «prima che i comunisti possano consumare per intero il loro tradimento (...) il governo e la maggioranza degli italiani avranno il coraggio per inchiodare al muro del loro tradimento Togliatti e i suoi complici. E per inchiodarveli non solo metaforicamente». Per questo sarà allontanato dal giornale poco dopo l'attentato, accusato di aver fomentato la violenza.

Immediatamente arrestato dopo il gesto dai carabinieri di Montecitorio (a cui non oppose resistenza, dopo aver tentato per poco la fuga) tra i quali vi era il capitano Antonio Perenze (che nel 1950 partecipò alla misteriosa uccisione di Salvatore Giuliano come appartenente al CFRB), Pallante in questura fu subito interrogato, motivando l'atto con la risposta che Togliatti rappresentava «un nemico della mia patria, un membro del Cominform al servizio di una potenza straniera». In un verbale da lui dettato e firmato spiegò così la decisione di uccidere Togliatti, imputandogli anche di essere responsabile morale degli eccidi contro gli ex fascisti e i non comunisti avvenuti in seguito alla guerra civile e anche dopo, al Nord:
Dalle poche e disordinate letture (gli hanno trovato nella valigia una copia del Mein Kampf di Hitler, nonostante si professi liberale, e per questo la stampa comunista accusò la destra neofascista di collusione), si capisce che ha agito da solo, spinto unicamente dalla sua confusione mentale, convinto di un'imminente invasione sovietica.
Questo movente verrà confermato dal Pallante stesso, ormai vecchio, in un'intervista del 2009 al Corriere della Sera, in cui sostenne di aver realizzato l'attentato seguendo solo il proprio patriottismo, un "nazionalismo esasperato" e il suo sentimento anticomunista, poiché temeva sul serio un'invasione del blocco orientale, di non odiare Togliatti come persona ma di avversare solo la sua politica; aggiunse anche, come detto da subito, di non essere stato un "killer a pagamento" o su commissione, come fu accusato da taluni, ma di aver sparato non "contro un uomo ma contro un ideale".. Non ha mai ritrattato le motivazioni del proprio atto, ritenendo di aver fatto la sua "parte" di "patriota", pur prendendo le distanze da quel clima politico e pentendosi del gesto:
(Intervista del 2009)
(Intervista del 2018)
Una minoranza di storici ha invece tentato di collegare Pallante a gruppi dell'indipendentismo siciliano che lo avrebbero spinto all'attentato, in particolare fu sostenuta la sua vicinanza ideologica al leader dell'EVIS Antonio Canepa, o perfino alla criminalità organizzata, ma non vi sono prove di ciò come di nessun complotto. Lo stesso Togliatti escluse poi che fosse stata una cospirazione ad armare la mano di Pallante. All'epoca venne anche ipotizzato un complotto interno al PCI su mandato dell'Unione Sovietica; su Pallante ritenuto contemporaneamente un sicario comunista, democristiano e fascista ironizzò anche il Candido di Giovannino Guareschi e Giovanni Mosca, nella rubrica Visto da destra - visto da sinistra.
La stampa comunista accusò i moderati di essere i mandanti morali del tentato omicidio (parlando di "delittuosa atmosfera di provocazione creata da De Gasperi e Scelba"), Nilde Iotti definì Pallante «un delinquente. Un personaggio legato agli ambienti politici del separatismo siciliano. Si è detto anche, e la cosa non mi stupirebbe, che ci fosse anche la mano dei servizi segreti americani»; Stalin inviò un telegramma che recitava: «Il Comitato centrale del Partito comunista (bolscevico) è contristato dal fatto che gli amici del compagno Togliatti non sono riusciti a difenderlo dal vile attentato a tradimento».

### Processo, detenzione,  scarcerazione e morte
Detenuto nel carcere di Regina Coeli, dove ricevette minacce di morte (ha sostenuto che Stalin aveva dato ordine di ucciderlo), Pallante fu ritenuto, nonostante la personalità eccentrica e da molti considerato un mitomane, capace di intendere e processato nel luglio del 1949; Togliatti è parte civile e i suoi legali rifiutano un accordo con quelli di Pallante per chiedere il patteggiamento.
Difeso pro bono dall'avvocato Giuseppe Bucciante, venne condannato, per tentato omicidio con l'aggravante della premeditazione, a tredici anni e otto mesi di reclusione, ma il 31 ottobre 1953, in appello, la pena fu ridotta a 10 anni e otto mesi; la Cassazione ridusse ulteriormente la pena a 6 anni circa per effetto dell'amnistia del 1953, e i pochi mesi del resto della pena gli vennero condonati; nel frattempo era stato trasferito da Roma al carcere di Noto in Sicilia, dove ricevette, almeno secondo quanto raccontato in un'intervista, del denaro da Evita Perón, che divise con i detenuti bisognosi.
Alla fine del 1953 uscì dal carcere dopo aver scontato in tutto cinque anni e 5 mesi. Trovò impiego, come il padre, alla Forestale e poi alla Regione Siciliana (non essendo interdetto dai pubblici uffici), e non si interessò mai più, almeno pubblicamente, di politica.
In seguito si sposò con la compaesana Nunziatina Musumeci, ebbe due figli (Magda e Carmine, chimico e vicepresidente di Manageritalia Palermo), e alcuni nipoti (uno dei quali col suo stesso nome) e lavorò anche come amministratore del condominio dove viveva, fino agli anni novanta, trascorrendo poi gli ultimi anni di vita come anonimo pensionato a Catania. Ha concesso numerose interviste a giornali e periodici, di solito in occasione di anniversari dell'attentato.
Morì a Catania il 6 luglio 2022 all'età di 98 anni ma la famiglia ne ha comunicato la notizia soltanto sei mesi dopo.

## Nella cultura di massa
Pallante è il soggetto, anche se non nominato, di alcune strofe della canzone popolare L'attentato a Togliatti del cantastorie Marino Piazza, noto al grande pubblico per essere stato ripreso da Giovanna Marini e Francesco De Gregori nell'album Il fischio del vapore (2002):
dalla Camera usciva Togliatti,

quattro colpi gli furono sparati

da uno studente vile e senza cuor.

(...)

L'assassino è stato arrestato

dai carabinieri di Montecitorio

e davanti all'interrogatorio

ha confessato dicendo così:
"«Già da tempo io meditavo

di riuscire a questo delitto,

appartengo a nessun partito,

è uno scopo mio personal"».»
Antonio Pallante e l'attentato da lui compiuto sono nominati o appaiono anche nel cortometraggio 14 luglio (1948) sull'attentato, in alcuni docu-drama di ricostruzione storica come Storia di Nilde e nel biopic De Gasperi - L'uomo della speranza di Liliana Cavani.